# Russell Johnston, Baron Russell-Johnston
Russell Johnston, Baron Russell-Johnston (n. 28 iulie 1932 - d. 27 iulie 2008) a fost un om politic britanic, membru al Parlamentului European în perioada 1973-1979 din partea Regatului Unit. 
1. 1 2  David Russell Russell-Johnston, Baron Russell-Johnston, The Peerage, accesat în 9 octombrie 2017
2. ↑  David Russell Russell-Johnston, Autoritatea BnF
3. 1 2 3 4 5  The Peerage
4. 1 2 3   http://www.assembly.coe.int/nw/xml/AssemblyList/MP-Details-EN.asp?MemberID=2486 Lipsește sau este vid: |title= (ajutor)
5. 1 2 3 4 5 6 7 8 9  Hansard 1803–2005